# Steinkammer von Göhlitzsch
Die Steinkammer von Göhlitzsch, Landkreis Merseburg-Querfurt wurde bei einer Kaninchenjagd im Jahre 1750 entdeckt und später der jungsteinzeitlichen Salzmünder Kultur oder der Bernburger Kultur (3600–2700 v. Chr.) zugeordnet. Göhlitzsch ist ein Vorort von Leuna in Sachsen-Anhalt. 
Die Steinkiste ist 2,19 m lang und 1,25 m breit und hoch. Die aus vier Sandsteinplatten, die auf der inneren Seite verziert sind, bestehende Kammer befand sich in einem Grabhügel. Sie war mit drei Blöcken bedeckt. Die Verzierung besteht aus in Feldern unterteilten flächendeckenden Ornamenten (vor allem geschachtelten Winkeln, Tannenzweigmotiven und horizontalen und vertikalen Zick-Zack-Mustern) und detailgenauen gegenständlichen farblichen Darstellungen. Zu diesen gehört ein Köcher mit Pfeilen, ein Recurvebogen und eine so genannte Streitaxt. Alle Seiten tragen oben einen Zackenfries. Ein darin gefundenes Tongefäß sowie eine Steinaxt gelten als verschollen.
Neben der Steinkiste von Anderlingen ist diese einer der markanten mit Petroglyphen versehenen Anlagen in Deutschland. Die Steinkammer steht im Landesmuseum für Vorgeschichte in Halle (Saale).

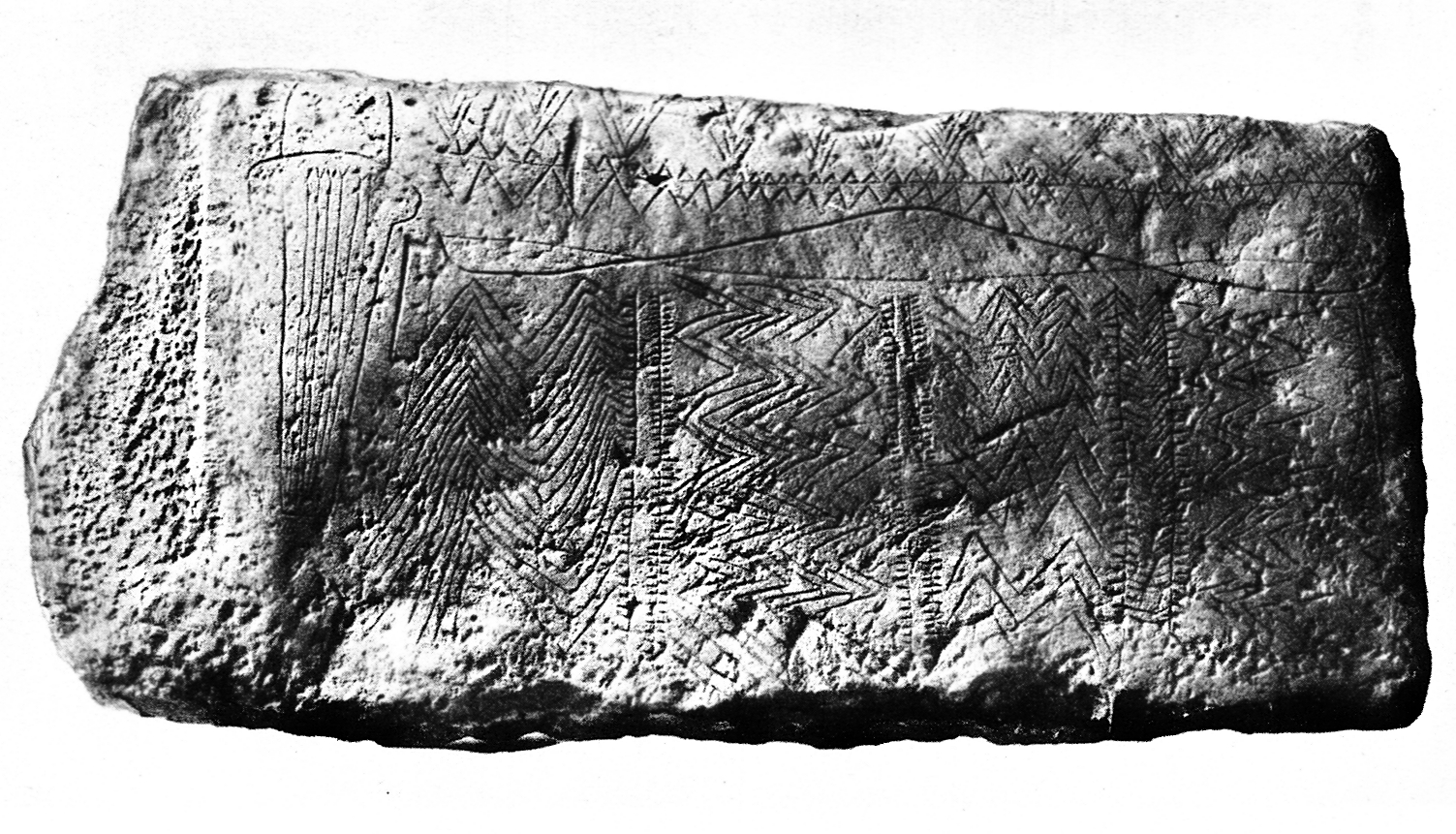
Grabplatte der Steinkiste bei Göhlitzsch; Landesmuseum für Vorgeschichte Halle

## Weitere Petroglyphen in Sachsen-Anhalt

### Steinkammern
- Dölauer Heide, Stadtkreis Halle 1952; Steinkammer im Erdhügel aus insgesamt 11 Platten (ohne Deckstein), 7 davon teilweise oder vollständig verziert,
- Nietleben/Passendorf Ortsteil von Halle, Stadtkreis Halle 1826; N-S-gerichtete trapezförmige Steinkammer im Erdhügel, der Walternienburg-Bernburger Kultur zugeordnet; aus 12 Platten, davon 2 ornamentiert,
- Schkopau, Landkreis Merseburg-Querfurt 1854; N-S-gerichtete trapezförmige Steinkammer im Erdhügel, der Salzmünder/Bernburger Kultur zugeordnet; aus 10 Platten, ein Wandstein mit Zeichen,

### Menhire oder Teile von Gräbern
- Dingelstedt, Landkreis Halberstadt 1925; Steinpackung, darauf verzierte Deckplatte, Aunjetitzer Kultur (Gräberfeld),
- Gleina, Landkreis Burgenlandkreis 1926; Steinpackung über Gräbern der Aunjetitzer Kultur im Erdhügel, darin kleine Platte mit Ritzungen,
- Hornburg, Landkreis Mansfelder Land 1933; wohl zu Steinpackungsgrab mit N-S-Ausrichtung, evtl. Schnurkeramik, Lage unbekannt (Deckstein?), trapezförmiger Stein mit zahlreichen Ritzungen,
- Obereichstädt I, Ortsteil von Langeneichstädt, Landkreis Merseburg-Querfurt 1903 oder davor; Steinkiste mit einer Beisetzung und Gefäß, ein Wandstein mit Ritzungen,
- Obereichstädt II, Ortsteil von Langeneichstädt, Landkreis Merseburg-Querfurt 1987; O-W-gerichtete Steinkammer der Salzmünder/Bernburger Kultur, randlich in (älterem) Grabhügel, Menhir mit Dolmengöttin als Deckstein, weiterer Menhir im Eingangsbereich der Kammer. 14C-Datum (cal.) 2910–2610 v. Chr.,
- Pfützthal, Saalkreis 1939; Steinpackungsgrab in N-S-Richtung, auf Grabmitte mit Verzierung nach unten liegender Menhirstatue, wohl Jungbronzezeit,
- Schafstädt, Landkreis Merseburg-Querfurt 1962; O-W-gerichtete Steinkiste der Schnurkeramik, in eine Längswand kopfstehend eingebaute verzierte Menhirstatue von spitz trapezförmiger Gestalt,
- Freistehender Menhir von Seehausen, Landkreis Bördekreis. Seit 1816 am heutigen Platz, vorher an Wulweshoch oder Wolfshöhe.

## Filme
- Das Steinkammergrab von Göhlitzsch | Museum exklusiv. Landesmuseum für Vorgeschichte Halle. In: YouTube. 18. Mai 2021, abgerufen am 28. Juli 2022.